# Cross of Valour (Kanada)
Krzyż Męstwa (ang. Cross of Valour, fr. Croix de la Vaillance; CV) – drugie (po Krzyżu Wiktorii w wersji kanadyjskiej) w kolejności wysokie odznaczenie Kanady (zajmujące miejsce przed Orderem Zasługi – nadawanym osobom z krajów Wspólnoty, oraz przed Orderem Kanady). 
Jest to najwyższe kanadyjskie odznaczenie cywilne, które przyznawane jest za "czyny wybitnej odwagi w okolicznościach najwyższego zagrożenia" (for acts of the most conspicuous courage in circumstances of extreme peril); otrzymać go mogą zarówno Kanadyjczycy, jak i cudzoziemcy za czyny dokonane na terenie Kanady, lub poza nią, lecz w sytuacjach, z którymi są związani jej obywatele, bądź interesy. Odznaczenie może być przyznane pośmiertnie.
Krzyż Męstwa ustanowiono 1 maja 1972 i zastąpił on nigdy nie nadany kanadyjski Medal Odwagi (Medal of Courage), który z kolei ustanowiono w 1967 zastępując nim w Kanadzie brytyjski Krzyż Jerzego (nadawany osobom z krajów Wspólnoty).
Odznaczeni Krzyżem Męstwa mają prawo umieścić po swym nazwisku litery CV.

## Insygnia
Oznaką medalu jest złoty krzyż o równych prostych ramionach, na awersie emaliowany na czerwono, ze złotymi brzegami. Na przecięciu ramion krzyża widnieje złoty klonowy liść otoczony złotym wieńcem laurowym. Na rewersie (złotym, bez emalii) widnieje monogram monarchy z koroną (do tej pory jest to monogram Elżbiety II: EIIR); poniżej zaś wyrazy VALOUR • VAILLANCE (MĘSTWO odpowiednio w językach angielskim i francuskim). Pod nimi pozostawiono wolne miejsce, w którym grawerowane jest nazwisko osoby odznaczonej i data dnia, w którym dokonała czynu, za który nadano jej Krzyż.
Oznaka zawieszona jest na karmazynowej wstędze o szerokości 38 mm; noszonej przez mężczyzn na szyi, zaś przez kobiety – na lewej piersi, przy czym wstęga jest upięta w kokardę (charakterystycznie dla komandorii orderów pięcioklasowych).
Zamiast pełnej odznaki Krzyża można nosić jego miniaturkę. Na mundurach nosi się baretkę uformowaną z karmazynowej wstążki, na którą nakłada się miniaturkę oznaki.

## Odznaczeni
Do tej pory nadano 20 Krzyży Męstwa:
1. Vaino Olavi Partanen – 20 lipca 1972, pośmiertnie[2]
2. Lewis John Stringer – 20 lipca 1972, pośmiertnie[3]
3. Mary Dohey – 1 grudnia 1975[4]
4. Kenneth Wilfrid Bishop – 5 kwietnia 1976[5]
5. Jean Swedberg – 17 maja 1976, pośmiertnie[6]
6. Thomas Hynes – 11 września 1978, pośmiertnie[7]
7. François Emeric Gaston Langelier – 2 kwietnia 1979[8]
8. Amédéo Garrammone – 28 stycznia 1980[9]
9. Lester Robert Fudge – 6 kwietnia 1981[10]
10. Harold Gilbert Miller – 6 kwietnia 1981[11]
11. Martin Sceviour – 6 kwietnia 1981[12]
12. Anna Ruth Lang – 7 czerwca 1982[13]
13. Robert Gordon Teather – 25 kwietnia 1983[14]
14. René Marc Jalbert – 16 lipca 1984[15]
15. David Gordon Cheverie – 13 czerwca 1988[16]
16. John Wendell MacLean – 30 października 1992, pośmiertnie[17]
17. Douglas Fader – 16 czerwca 1994[18]
18. Keith Paul Mitchell – 11 lutego 1998[19]
19. Bryan Keith Pierce – 11 lutego 1998[20]
20. Leslie Arthur Palmer – 4 maja 2006[21]